# シンフォーム
株式会社シンフォームは、かつて存在した岡山県岡山市に本社を置く、ベネッセグループの情報処理系子会社である。ベネッセ個人情報流出事件の影響から、2015年3月末をもって解散となった。
全ての社員・嘱託社員は解雇されたが、約6割の社員と多くの派遣社員(ほとんどが常用型)が、事業譲渡先であるベネッセインフォシェルで雇用された。事業所についても引き続き新会社が使用する事となった。

## 沿革
- 1971年（昭和46年） - 株式会社関西写植センターとして設立。資本金360万円。
- 1987年（昭和62年） - 社名を「株式会社シンフォーム」に変更、情報処理事業領域へ進出。資本金を3000万円に増資。
- 1992年（平成4年） - 東京営業所開設。
- 1994年（平成6年） - 資本金を9500万円に増資。ベネッセコーポレーション（現ベネッセホールディングス）100%出資の子会社となる。
- 1995年（平成7年） - 東京支社開設。電算棟完成。
- 1997年（平成9年） - 「情報処理サービス業情報システム安全対策実施事業所」に認定。
- 1998年（平成10年） - 業務棟完成。
- 2001年（平成13年） - 業務棟東館完成。「プライバシーマーク使用許諾事業者」として認定。(2011年返上）
- 2011年（平成23年） - 岡山本社にて岡山元同僚女性バラバラ殺人事件が発生。
- 2014年（平成26年） - 東京支社 多摩事業所にて、ベネッセ個人情報流出事件が発生。シンフォームの解散が発表される。
- 2015年（平成27年）3月 - 解散。

## 事業所
- 岡山本社
- 東京支社 多摩事業所